# Facultad de Medicina (UNAL Bogotá)
La Facultad de Medicina de la Universidad Nacional de Colombia es una de las unidades académicas más antiguas de la institución, alma mater de la enseñanza de las artes médicas en el país homónimo y la de mayor producción literaria investigativa. Cuenta con aproximadamente 2000 estudiantes inscritos en pregrado y con 200 en posgrados y aproximadamente 300 docentes. 

## Historia
En 1864 Antonio Vargas Reyes en conjunto con un grupo de prominentes médicos de la época fundó una Escuela de Medicina de carácter privado, que tres años después, en 1867, fue incorporada a la Universidad Nacional de los Estados Unidos de Colombia. Ésta había sido creada, por la ley 66 del 22 de noviembre del mismo año, durante el gobierno de Santos Acosta quien fuera médico y militar. La Escuela de Medicina fue una de las seis escuelas creadas con la Universidad.
En la mencionada ley 66 de 1867 se adscribió el Hospital San Juan de Dios a la Facultad de Medicina. La Ley fue reglamentada por el Decreto Orgánico del 13 de enero de 1868, mediante el cual se creó el programa de la Escuela de Medicina y se nombró como primer rector de la misma al doctor Antonio Vargas Reyes quien la regentó desde 1867 hasta 1873. En el año 1872 se presentaron varias innovaciones, una de las cuales tuvo que ver con la normatización de la tesis como requisito de grado, cuya primera tesis fue “Eclampsia puerperal" presentada por Pablo Emilio Molina. A partir de este momento, se determina la obligatoriedad de su presentación como requisito de grado, cuyos lineamientos estuvieron orientados en la historia científica de las nosologías endémicas en Colombia, empezándose a configurar así la medicina y ciencia en Colombia.
Instalada primero en el claustro de Santa Inés, y años después en el Parque de los Mártires, la Facultad de Medicina siguió la suerte de las demás facultades de la Universidad Nacional funcionando prácticamente autónoma hasta la reforma universitaria del presidente Alfonso López Pumarejo en 1935.
Tanto en el edificio que la alberga desde 1941 en el campus universitario, como en sus escenarios tradicionales de práctica (el Hospital San Juan de Dios, el Instituto Materno Infantil y el Hospital de la Misericordia) y en las demás instituciones con las que se han suscrito convenios, se han generado investigaciones y publicaciones.

## Red Hospitalaria
La Facultad de Medicina cuenta actualmente con la presencia del Hospital Universitario Nacional (HUN), donde convergen estudiantes de la facultad y además de otras áreas de conocimiento de la Universidad y se prestan servicios de alta complejidad en adultos. Este moderno hospital dispone de ocho quirófanos (especialmente diseñados con fines docentes) y 230 camas, con aproximadamente el 20% destina al área de cuidado crítico. También ofrece atención en salud mental, rehabilitación, nutrición clínica, farmacia y salud oral. El hospital cuenta con laboratorio clínico-patológico y una moderna unidad de imágenes diagnósticas con resonancia magnética, tomografía multicorte, angiografía digital, ecografía, rayos X y fluoroscopia.
La edificación tiene un área construida de 24 000 m² que constituyen esta primera fase. En la segunda fase se proyecta la construcción complementaria del hospital hasta alcanzar una capacidad definitiva de 800 camas y 60 000 m² de construcción. Cuenta además con diversos convenios entre dichos hospitales y clínicas, las principales de las cuales son la Fundación Hospital de la Misericordia, líder de la atención en pediatría en el país e históricamente ligada en su desarrollo y producción académica a la universidad, así como el Instituto Materno Infantil de Bogotá, el cual ha sido la sede de la escuelas de Ginecología y Obstetricia de la UN, teniendo lugar allí desarrollos tan relevantes como la invención del programa Canguro para nacimientos prematuros. Entre otros convenios se cuenta con el Hospital de Engativá, el Hospital de Suba, el Hospital de Kennedy, el Instituto Nacional de Cancerología, y el Instituto Dermatológico Federico Lleras, así como la disponibilidad de plazas de internado para los estudiantes de medicina en otras áreas del país.